# República Socialista Soviètica Autònoma dels Alemanys del Volga

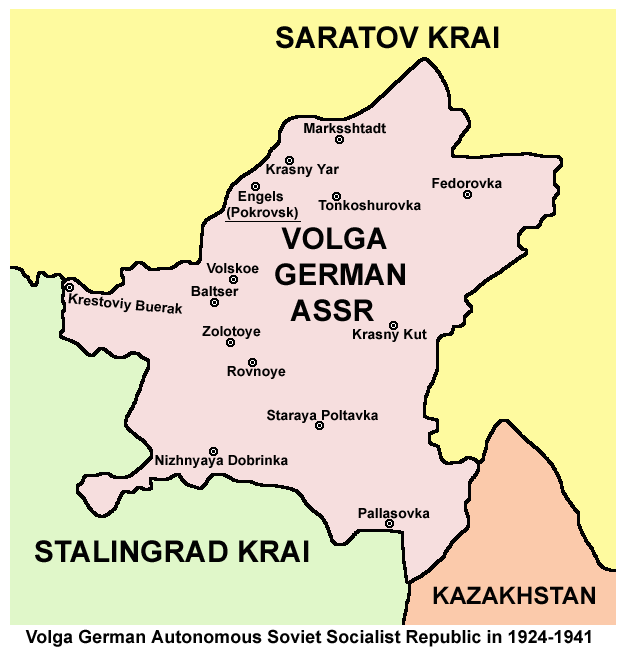
Mapa de la República Socialista Soviètica Autònoma dels Alemanys del Volga

La República Socialista Soviètica Alemanya del Volga —Autonome Sozialistische Sowjet-Republik der Wolga-Deutschen (alemany), Автономная Советская Социалистическая Республика Немцев Поволжья (rus)— era una de les antigues repúbliques de l'URSS. tenia 26.753 km² i una població el 1939 de 606.000 habitants. La capital era Engels/Pokrovsk (aleshores 33.000 habitants) i altres ciutats eren Marxstadt (13.000 h), Baltser (13.000 h) i Krasnij Kut (8.000 h). Avui forma part de l'óblast de Saràtov.

## Població
La composició ètnica del territori segons el cens soviètic del 1939, el 64,1% de la població de l'RSSA eren alemanys ètnics, el 22% russos, el 12% ucraïnesos i el 2% d'altres ètnies. El 1944 foren dispersats per altres territoris de l'antiga Unió Soviètica.
Divisió ètnica de l'RSSA el 1939
| Alemanys   | 366.685 | (60,46%)  |
| Russos     | 156.027 | (25,72%)  |
| Ucraïnesos | 58.248  | (9,6%)    |
| Kazacs     | 8.988   | (1,48%)   |
| Tàtars     | 4.074   | (0,67%)   |
| Mordovians | 3.048   | (0,5%)    |
| Belarussos | 1.636   | (0,27%)   |
| Xinesos    | 1.284   | (0,21%)   |
| Jueus      | 1.216   | (0,20%)   |
| altres     | 5.326   | (0,5%)    |
| Total      | 606.532 | (100,00%) |

## Història
La revolució del 1917 va posar fi al trasllat per força de la població alemanya d'arreu de Rússia, i el 19 d'octubre del 1918 Lenin, que els va afavorir molt amb l'esperança de traslladar la revolució a Alemanya, els va permetre formar una Autonome Arbeiter Kommune (Comuna Autònoma de Treballadors) i 17 districtes nacionals alemanys: sis a Rússia (un a Crimea i un a Altai), nou a Ucraïna, un a Geòrgia i un a l'Azerbaidjan. Tanmateix, la Guerra Civil i la fam al Volga del 1921-1922 els farà baixar en nombre a 1.247.000 el 1926, d'ells 380.000 a l'RSSA i 30.000 més a Saratov.
Aquesta Autonome Arbeiter Kommune (Comuna Autònoma de Treballadors) es va separar del govern de Saràtov el 19 de juliol del 1919, i formà un Oblast Autònom, que el 6 de gener del 1924 formà l’Autonome Sozialist Sowjet Repubilk der Wolga Deutschen (RSSA dels Alemanys del Volga), que el 20 de febrer del 1926 elaborà una constitució, per la qual era governada per un Comité Executiu Central compost de 20 obrers, 30 pagesos, 17 funcionaris, 14 professors i 5 d'altres oficis. Gustav Klinger (1876-?) fou membre del Col·legi de Comissaris de Saràtov, on va representar-hi els alemanys del Volga, així com a la Komintern fins al 1931.
Hi publicaren els diaris Nachrichten (Notícies) i els setmanaris Rote Jugend (Joventut Roja) i Seid bereit (Estigues preparat). El 1926 hi havia 380.000 alemanys a la República, que havien augmentat a 450.000 el 1939. Tenien 14 diputats al Soviet Suprem de l'URSS, cinc instituts educatius, 400 escoles, un teatre nacional, una editorial, cinc diaris i vint periòdics locals. Tanmateix, la col·lectivització forçada la patiren especialment, i provocà que el 1926 uns 74.000 d'ells marxessin als EUA. Tanmateix, el 1939 ja eren 1.424.000 individus.
Quan les tropes nazis invadiren Rússia, com a mesura preventiva, el 1941 foren traslladats massivament al Kazakhstan, i l'RSSA fou abolida, sota pretext que els nazis arribaven als marges de Stalingrad (ara Volgograd), a les portes de la República, tot i que Adolf Hitler no tenia plans específics per a ells (els considerava alemanys de sang inferior perquè s'havien "contaminat" dels russos).
Malgrat no haver cap prova de traïdoria, els 300.000 que residien a Ucraïna entre el Dnister i el Dnipró foren deportats, així com els de Crimea i Mar Negre cap al Nord del Caucas (agost del 1941), els del Volga cap a Sibèria (setembre del 1941), del Nord del Caucas i Transcaucàsia (octubre del 1941) i Leningrad (març del 1942). Només la dels del Volga fou publicada per Decret el 28 d'agost del 1941, i foren duts a Omsk, Altai, Novossibirsk i Kazakhstan. En total, uns 800.000 foren traslladats i foren abolides tant l'RSSA com els 17 districtes autònoms.
Tanmateix, foren deportats en condicions, no com els tàtars de Crimea, i no moriren tant en el trajecte. Foren posats en zones restringides, mal acomodats en barraques sense condicions, amb poc menjar. Els homes treballaven a les mines i boscos, les dones a les fàbriques en condicions molt dures. Els qui queien en mans dels nazis eren enviats com a colons al Warthegau polonès. El 1945, uns 250.000 foren repatriats a Rússia i duts a Sibèria i Komi, on hi foren tractats com a traïdors.